# Pecunia non olet
Pecunia non olet ("el dinero no huele") es una locución latina atribuida al emperador romano Vespasiano (69–79 d. C.). Habitualmente se emplea para dar a entender que el valor del dinero no tiene que ver con su procedencia.

## Historia

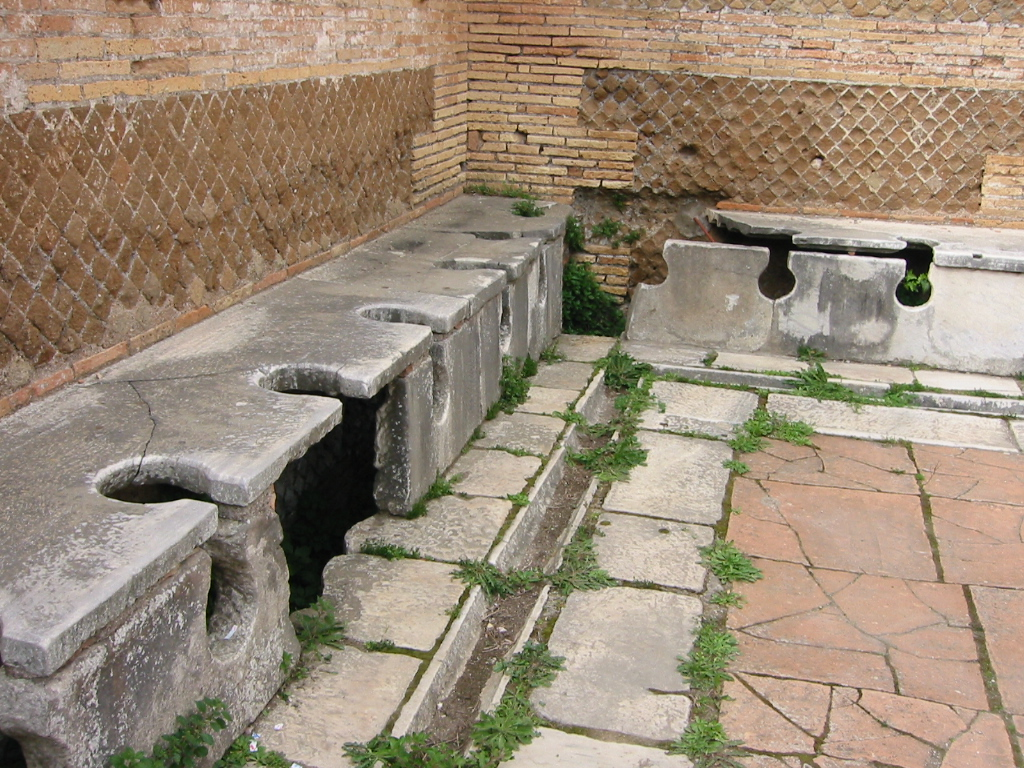
Letrinas públicas de Ostia Antica.

En la Antigua Roma, era común que la orina recogida en las letrinas públicas se aprovechase con fines industriales. La orina era muy apreciada por los curtidores de pieles, que la usaban para adobar sus cueros, así como por los lavanderos, que por su contenido en amoniaco la empleaban para limpiar y blanquear las togas de lana. 
El emperador Vespasiano (69–79 d. C.) decidió imponer una tasa a la orina que diariamente se vertía en las letrinas de Roma, y que era recogida en la Cloaca Máxima, la red pública de alcantarillado. A partir de entonces, los artesanos que la necesitaran en sus negocios debían pagar el nuevo impuesto por su uso.
Según recoge el historiador romano Suetonio, cuando el hijo de Vespasiano, Tito, recriminó a su padre por su intención de sacar dinero de las letrinas, éste le dio a oler una moneda de oro y preguntóle si le molestaba su olor (sciscitans num odore offenderetur). Al negarlo Tito, Vespasiano respondió: «Y sin embargo, procede de la orina» (Atqui ex Lotio est).
En la actualidad, la frase Pecunia non olet se utiliza para señalar con cinismo que el dinero vale lo que vale, independientemente de la nobleza o vileza de su origen. En alemán se sigue empleando esta frase clásica, traducida como Geld stinkt nicht.
A raíz de todo ello, el nombre de Vespasiano se asocia todavía hoy a cierto tipo de urinarios públicos de origen francés, los vespasianos.

## Literatura
La célebre sentencia de Vespasiano aparece en el relato Sarrasine, de Balzac, en relación con la misteriosa procedencia de la fortuna de una familia parisiense. Asimismo, es probable que Scott Fitzgerald aludiese a ella en su novela El gran Gatsby, cuando se refiere al dinero como "no olfativo".
Non olet también es el título de un libro de ensayos del escritor español Rafael Sánchez Ferlosio, donde reflexiona sobre las luces y las sombras del beneficio económico: la globalización, el mercado de trabajo, el marketing, la publicidad o la nueva cultura del ocio.
Arturo Pérez Reverte la usa en boca del telegrafista Beaumont en "La isla de la mujer dormida" para indicar que no le importa si el dinero que le pagarán procede del bando republicano o nacional.